# Donahue (Iowa)
Donahue es una ciudad situada en el condado de Scott, en el estado de Iowa, Estados Unidos. Según el censo de 2010 tenía una población de 346 habitantes.

## Geografía
Según la Oficina del Censo de los Estados Unidos, la localidad tiene un área total de 0,9 km², la totalidad de los cuales 0,9 km² corresponden a tierra firme.

## Demografía
Según el censo de 2010, había 346 personas residiendo en la localidad. La densidad de población era de 384,44 hab./km². Había 127 viviendas con una densidad media de 141,11 viviendas/km². El 98,84% de los habitantes eran blancos, el 0,29% afroamericanos y el 0,87% pertenecía a dos o más razas. El 0,87% de la población eran hispanos o latinos de cualquier raza.